# زانکت اوسوالد، اتریش
زانکت اوسوالد (به آلمانی: Sankt Oswald) یک منطقهٔ مسکونی در اتریش است که در ناحیه ملک واقع شده‌است. زانکت اوسوالد ۱٬۱۳۴ نفر جمعیت دارد.